# Берёзовка (Дебёсский район)
Берёзовка (удм. Нумрезь) — посёлок в Дебёсском районе Удмуртии Российской Федерации. Входит в состав Тольенского сельского поселения.
Современное название с 1961 года

## География
Находится в центральной части республики, в зоне хвойно-широколиственных лесов, в пределах Верхнекамской возвышенности, при речке Нумырезьшур.

### Климат
Климат характеризуется как умеренно континентальный, с продолжительной холодной многоснежной зимой и относительно коротким тёплым летом. Среднегодовая многолетняя температура воздуха составляет 2,7 °С. Средняя температура воздуха самого тёплого месяца (июля) — 18,7 °C (абсолютный максимум — 36,6 °C); самого холодного (января) — −13,5 °C (абсолютный минимум — −47,5 °C). Среднегодовое количество атмосферных осадков составляет около 500 мм, из которых большая часть выпадает в тёплый период.

## Топоним
Первое название — Варнинский починок, по деревне, от которой отселись первопоселенцы. До 1961 года Нумырезь .

## История
Основан при речке Нумырезьшур переселенцами из деревни Варни в 1860-е годы. В 1961 году указом Президиума Верховного Совета РСФСР населенный пункт Нумырезь переименован в Берёзовку.

## Население
| 2010 | 2012 |
| ---- | ---- |
| 48   | ↗49  |